# DJ Juanma
DJ Juanma (rodno ime Juan Manuel Almiñana) je španjolski producent i DJ.
DJ Juanma je jedan od glavnih kandidata na španjolskoj hardcore sceni. Nastanjeni je DJ u Central Rock Recordsu zajedno sa svojim suradnikom Javi Bossom. Igrali su važnu ulogu u dovođenju hardcorea u španjolske plesne podije. On također vodi jedno od najvažnijih Dj trgovina u Španjolskoj pod nazivom "AudionRecords" gdje se mogu naći vinilne ploče objavljene u Central Rock Recordsu i Arsenal Recordsu.

## Vanjske poveznice
- Diskografija
- AudionRecords  Arhivirana inačica izvorne stranice od 16. rujna 2010. (Wayback Machine)
- Službena stranica  Arhivirana inačica izvorne stranice od 9. kolovoza 2010. (Wayback Machine)